# Nantong Zhiyun
El Nantong Zhiyun (en chino simplificado, 南通支云足球俱乐部)es un equipo de fútbol de China que juega en la Primera Liga China, la segunda división de fútbol en el país.

## Historia
Fue fundado en enero de 2016 en la ciudad de Nantong cuando decidieron comprar al primer equipo del Guanxhi Longguida, el cual jugaba en la Segunda Liga China.
Dos años después logra el ascenso a la Primera Liga China por primera vez.